# Lü (Houshao)
Carica Lü (呂皇后) bila je supruga kineskog cara Houshaoa. 
Nije nam poznato kada je rođena niti je njeno osobno ime poznato; Lü je njezino prezime.
Njezin je otac bio Lü Lu (呂祿), pranećak moćne carice Lü Zhi. Ona je bila de facto vladarica Kine tijekom vladavine svog sina Huija i njegovih sinova.
Pretpostavlja se da je carica Lü pogubljena oko 180. prije nove ere, tijekom meteža klana Lü.
Čini se da Lü i njezin muž nisu imali djece.